# Компрахциці (гміна)
Гміна Компрахцице (пол. Gmina Komprachcice) — сільська гміна у південно-західній Польщі. Належить до Опольського повіту Опольського воєводства.
Станом на 31 грудня 2011 у гміні проживало 11015 осіб.
1 січня 2017 місцевості Хмеловіце та Жерковіце вилучяні зі складу гміни та включені до складу сміста Ополе. Населення зменшилося на 1820 мешканців, площа на 5,32 km2.

## Площа
Згідно з даними за 2007 рік площа гміни становила 55.87 км², у тому числі:
- орні землі: 67.00%
- ліси: 19.00%

Таким чином, площа гміни становить 3.52% площі повіту.

## Населення
Станом на 31 грудня 2011:
| Опис     | Загалом | Загалом | Чоловіки | Чоловіки | Жінки | Жінки |
| -------- | ------- | ------- | -------- | -------- | ----- | ----- |
| одиниця  | осіб    | %       | осіб     | %        | осіб  | %     |
| все      | 11015   | 100     | 5280     | 47.93    | 5735  | 52.07 |
| міське   | 0       | 100     | 0        |          | 0     |       |
| сільське | 11015   | 100     | 5280     | 47.93    | 5735  | 52.07 |

## Сусідні гміни
Гміна Компрахцице межує з такими гмінами: Домброва, Прушкув, Туловіце.